# 金沢創
金沢 創（かなざわ そう、1966年 - ）は、日本の心理学者。日本女子大学人間社会学部教授。理学博士。兵庫県出身。

## 経歴
- 1985年　灘高等学校卒業
- 1991年　京都大学文学部心理学科卒業
- 1996年　京都大学大学院理学研究科霊長類学専攻博士課程単位取得退学
- 1999年　三菱化学生命科学研究所社会生命科学研究室特別研究員
- 2003年　淑徳大学社会学部心理学科助教授
- 2008年　日本女子大学人間社会学部心理学科准教授
- 2013年　日本女子大学人間社会学部心理学科教授

## 著書
- 『他人の心を知るということ』 角川書店（新書）　2003年 4月
- 『妄想力　ヒトの心とサルの心はどう違うのか』 光文社　2006年 11月

### 共著
- 『「神」に迫るサイエンス－BRAIN VALLEY研究序説－』（瀬名秀明、山元大輔、佐倉統、澤口俊之、山田整、志水一夫との共著、角川書店（角川文庫）　2000年）